# Gerard Bierman
Gerardus Reinierus (Gerard) Bierman (Kerkrade, 13 mei 1923 – Apeldoorn, 28 mei 2012) was een Nederlands politicus van de PvdA, later DS'70 en ten slotte de VVD.
Hij werd geboren als zoon van Johannes Bierman (*1898) en Petronella Hermans (*1901); zijn ouders hadden een textielzaak. Na de hbs deed hij hts werktuigbouwkunde en vervolgens was hij werkzaam als districtsadviseur bij het Gasinstituut. Vanaf 1958 zat Bierman 16 jaar in de gemeenteraad van Apeldoorn, waarvan acht jaar als wethouder. Eind 1970 maakte hij met drie andere PvdA'ers in de gemeenteraad bekend dat ze uit de PAK-fractie (Progressief Akkoord; samenwerking van PvdA, PPR en PSP) waren gestapt en als PvdA-fractie verder wilden. In januari 1971 ging het viertal, waaronder ook Henk Staneke, nog een stap verder toen ze gezamenlijk overstapten naar DS'70 en Bierman DS'70-wethouder werd. Die partij was nog geen jaar daarvoor opgericht als reactie op de volgens sommige te linkse koers van de PvdA. Bij de gemeenteraadsverkiezingen van mei 1974 haalde DS'70 geen enkele zetel in Apeldoorn maar bij de Provinciale Statenverkiezingen twee maanden eerder was Bierman wel voor die partij gekozen als Statenlid van de provincie Gelderland. Vanaf mei 1976 was hij waarnemend burgemeester van Est en Opijnen tot die gemeente op 1 januari 1978 werd opgeheven. Een maand later volgde zijn benoeming tot waarnemend burgemeester van Hummelo en Keppel en in maart 1979 werd Bierman, die intussen VVD-lid was geworden, burgemeester van Rozendaal. Vanaf 1981 was hij tevens waarnemend burgemeester van Heteren. In 1986 kwam aan beide burgemeesterschappen een einde.